# زمین‌لرزه ۱۹۹۵ ترکیه
زمین‌لرزه ترکیه  در تاریخ ۱ اکتبر ۱۹۹۵ میلادی، برابر با ‎۹ مهر ۱۳۷۴، ساعت ۱۵:۵۷:۱۶ به زمان یوتی‌سی در ترکیه رخ داد. ژرفای این زلزله ۳۱٫۲ کیلومتر بود، و بزرگی آن ۶٫۴ در مقیاس Mw اعلام شده‌است. زمین‌لرزه به وقت محلی در روز یکشنبه، ساعت ۱۷ روی داده و منطقه زمانی آن یوتی‌سی +۲ بوده‌است (با لحاظ تغییر ساعت تابستانی).
سازمان زمین‌شناسی آمریکا نیز رومرکز این زمین‌لرزه را در مختصات ۳۸°۰۳′۴۷″شمالی ۳۰°۰۸′۰۲″شرقی / ۳۸٫۰۶۳°شمالی ۳۰٫۱۳۴°شرقی و ژرفای آنرا در ۳۳ کیلومتر گزارش کرده‌است. بزرگی برگزیدهٔ این سازمان از میان بزرگیهای محاسبه‌شدهٔ مختلف ۶٫۴ در مقیاس Mw بوده و از دید اثر، در میان چهار دسته‌بندی «نامحسوس»، «محسوس»، «زیان‌آور» یا «با تلفات»، زلزله را «با تلفات» اعلام کرده‌است.نزدیک به ۶۰۰ ساختمان در زمین‌لرزه خراب شده‌است.
پروژهٔ «تنسور گشتاور مرکزوار» زاویه‌های (راستا، شیب، ریک) گسل سازندهٔ زمین‌لرزه و صفحه عمود بر آنرا (°۱۲۵، °۳۰، °۹۴-) یا (°۳۱۰، °۶۰، °۸۸-) و نوع گسل را «عادی» فرارسانده‌است.
شمار کشتگان زلزله حدود ۱۰۱ نفر بوده‌است.تعداد زخمیان ۳۴۸ نفر برآورده شده‌است.بی‌خانمان شدگان نیز ۵۰۰۰۰ نفر اعلام شده‌است.